# Acrochordus javanicus
Acrochordus javanicus, generalmente conocida como la serpiente trompa de elefante o serpiente tiburón de Java, es una especie de ofidio que pertenece a la familia Acrochordidae, la cual representa un grupo primitivo de serpientes acuáticas no venenosas. También se le conserva como mascota exótica.

## Descripción
Acrochordus javanicus posee una cabeza ancha y plana, las narinas están situadas en la parte superior del hocico, el cual es corto. Estas particularidades en la cabeza le confieren gran semejanza con las boas. La cabeza es tan ancha como el cuerpo. Las hembras presentan tamaño mayor a los machos y su longitud máxima es de 240 cm. El lado dorsal del cuerpo de la serpiente es marrón y amarillo pálido a los flancos.
El aspecto que es muy característico en estas especies de serpiente es su aspecto, como una bolsa blanda que se distiende solo por la introducción de alimento. Su tronco es musculoso y la cola prensil, corta y móvil. Sus escamas son verrugosas y acuñadas, por lo que la piel es áspera (de ahí el nombre "serpiente tiburón"). Su piel era apreciada en peletería, por lo que ha provocado una disminución en su número.
Estas serpientes están adaptadas para vivir en ambientes acuáticos de una manera tal que su cuerpo no puede apoyar su peso fuera de agua y al dejarlas mucho tiempo fuera del agua pueden sufrir daños en su musculatura o esqueleto. Las serpientes del género Acrocordus son ovovivíparas: la incubación dura de 5 a 6 meses y la hembra pare de 6 a 17 crías.

## Distribución
Acrochordus javanicus se encuentra el suroeste de Asia, al este de la Línea de Wallace: Tailandia del sur, la costa oeste de Malasia Peninsular, Singapur, Borneo (Kalimantan, Sarawak), un número de islas indonesias (Java, Sumatra, y (posiblemente) Bali); posiblemente también en Camboya y Vietnam, a pesar de que el último está desacreditado por el IUCN.

## Hábitat
Acrochordus javanicus se encuentra en hábitats costeros como los ríos, estuarios y lagunas. Pero prefiere entornos de agua dulce y salobres. Esta especie se puede criar en cautiverio. Requiere un acuario limpio con una profundidad mínima de 1 m, con fondo de grava y piedras dispuestas a manera de que la serpiente pueda utilizarla de escondrijo. La temperatura óptima está comprendida entre 25 y 28 °C. Se nutre sobre todo de peces vivos.

## Alimentación
Acrochordus javanicus es un depredador que embosca a sus presas, las cuales están constituidas principalmente por peces, patos y ocasionalmente por anfibios.

## Comportamiento
Acrochordus javanicus es una especie de hábitos nocturnos. Pasa la mayoría de su vida debajo del agua y raramente sale a tierra. Se puede quedar debajo del agua hasta 40 minutos. Es un reptil muy agresivo y puede causar heridas desagradables con sus dientes afilados y curvados hacia adentro. A menudo, después de morder, deja enclavada en la musculatura de la víctima la parte terminal de sus dientes, que se rompen con facilidad.

## Publicación original
- Hornstedt, 1787 : Beschryving van een nieuwe slang van Java. Kungliga Svenska vetenskapsakademiens handlingar, vol. 4, p. 307.